# Eccidio di Codevigo
L'eccidio di Codevigo, avvenuto tra il 28 aprile 1945 e la metà di giugno dello stesso anno - quindi a guerra finita - fu l'esecuzione sommaria, a volte tramite torture e sevizie, di 136 persone tra civili ed ex militi della Guardia Nazionale Repubblicana, da parte di ex partigiani di varia provenienza e militari del Gruppo "Cremona" (un'unità di fanteria dell'Esercito Cobelligerante passata a fine febbraio 1945 alle dipendenze del V Corpo d'armata britannico, inquadrando i partigiani della 28ª Brigata Garibaldi comandata da Arrigo Boldrini detto "Bulow").

Si tratta di uno degli episodi più gravi tra quelli avvenuti nell'Italia nord-orientale nei giorni successivi alla resa delle forze naziste (Resa di Caserta) se si escludono le stragi naziste.

## Le vicende giudiziarie
La Magistratura di Padova trattò la vicenda in numerosi procedimenti dal 1945 al 1950 e poi dal 1961-62 sulla base d'indagini condotte fin dall'inizio dalla Polizia Alleata e dai Carabinieri. Furono giudicati anche quattro partigiani della 28ª Brigata Garibaldi, che vennero tutti assolti. Il quadro giuridico entro il quale furono avviati i procedimenti giudiziari fu determinato da due circostanze:
- La Repubblica sociale era caduta, non c'era più una guerra in corso;
- I militari repubblicani ripiegati in Veneto avevano già consegnato le loro armi ai CLN locali[7].

La Polizia Alleata, da parte sua, aveva emanato l'ordine ai militari del Gruppo Cremona presenti a Codevigo di consegnarle le armi. L'ordine pubblico era assicurato dal CLN locale. Senza alcun incarico ufficiale, i militari del Gruppo Cremona (tra cui i partigiani della 28ª Garibaldi e di varie altre formazioni partigiane venete) rimasero sul territorio anche dopo il 28 aprile 1945. La caccia ai fascisti durò due mesi, dal 28 aprile alla fine di giugno. La 28ª Brigata partigiana lasciò Codevigo il 17 maggio, il Cremona partí a fine giugno. Cosí attestano il parroco di Codevigo e il Prefetto di Padova.
Dopo la fine della guerra furono 136 le esecuzioni ad opera dei partigiani nei confronti dei fascisti arresisi a Codevigo. Nella zona di Treviso almeno 630 persone senz’armi furono uccise.
I vertici della 28ª Brigata partigiana e dello stesso gruppo "Cremona" (in cui la 28ª era inquadrata) non furono mai soggetti a procedimenti penali poiché i fatti si svolsero al di fuori o contro gli ordini da loro emanati ed "a loro insaputa" (anche se la strage si svolse nell'arco di un mese e mezzo, e nonostante il servizio d'ordine e di polizia della zona fosse mantenuto dal C.L.N.). Sergio Bozza sostiene che all'eccidio, avvenuto in varie località in prossimità di Codevigo, parteciparono elementi provenienti dalle formazioni partigiane locali, elementi provenienti dalla 28ª Brigata Garibaldi "Mario Gordini", militari inquadrati nel gruppo di combattimento "Cremona" (cui sono attribuiti con certezza almeno due omicidi) ed unità dell'esercito italiano alle dipendenze dell'VIII armata Britannica. 
Nonostante la 28ª Brigata partigiana garibaldina fosse al tempo ai comandi di Arrigo Boldrini "Bulow", questi non fu mai indagato perché scagionato subito dai Comandi dell’8a Armata Britannica e del Cremona. Il Boldrini resterà alla presidenza dell'ANPI per 59 anni. 

## Le vittime della strage
Ci furono 136 vittime totali, non tutte identificate (ne furono identificate con certezza 114), trucidate per vendetta, previo giudizio sommario o morte in scontri a fuoco, tra cui vittime seviziate.
Elenco delle vittime accertate a Codevigo:
- Alboni Almo di Pietro, 37 (nato a Occhiobello RO; res. Bellaria di Rimini) GNR
- Alessandroni Goffredo di Alessandro, anni 30 (res. in Ravenna) GNR Candiana
- Allegri Alessandro fratello di Alvaro, 29 o 20? (res. Bagnacavallo) GNR Pescantina
- Allegri Teodosio (o Teodoro) (detto Dorino?) di Innocente o Giuseppe Matteo, 51 (nato a Villanova di Bagnacavallo) GNR Bussolengo
- Badessi Jader, 38 (res. Ravenna) GNR Bussolengo
- Bagnoli Armando di Domenico, 41 (nato a Forlì, 1904; res. Ravenna) GNR Candiana
- Baraldi Osvaldo, 40 (res. Concordia sul Secchia *MO) Capitano, ufficiale d'amministrazione GNR Bussolengo
- Baruzzi Carlo, 42 (res. Cotignola, muratore) GNR Candiana
- Baruzzi Giambattista o Giovanbattista, 42 (nato a Sabbio Chiese) sergente Battaglione difesa costiera
- Baruzzi Giuseppe di Luigi, 30 (nato a Cotignola, 1905; res. Faenza) GNR Candiana
- Bellenghi Franco, GNR Pescantina
- Bellonzi Ippolito di Ugo, 35 (nato a Ravenna, 1910; inabile al lavoro) GNR Candiana
- Bertuzzi Cesare, 46 (nato a Molinella, 1899) maresciallo GNR Pescantina
- Bezzi Giuseppe di Romeo, 41 (nato a Castiglione di Ravenna, 1904; res. Ravenna) GNR Candiana
- Biancoli Gioacchino, 47 (res. Ravenna) GNR Bussolengo
- Bisulli Pilo di Guido, 21 (nato a Rimini) GNR Pescantina
- Boresi Raffaele di Giuseppe, 50 (nato e res. a Ravenna) GNR Candiana
- Brocadello Edoardo detto Fiore, 32 (res. Codevigo) Brigata Nera
- Bubola Ludovico (Mario), 31 (res. Codevigo) figlio comm. pref. Codevigo
- Cacchi Icilio, 46 (res. Ravenna) già aderente Fascio di Combattimento, GNR Candiana
- Cacchi Sergio di Icilio, 25 (nato e res. a Ravenna) GNR Candiana
- Calderoni Luigi, 50 (nato a Ravenna; res. Ravenna) GNR Bussolengo
- Canuti Ugo, 40 (nato e res. Faenza) GNR Candiana
- Cappellato Antonietta sorella di Giovanni, 41 (res. Codevigo) impiegata PFR sospetta spia ai danni di prigionieri inglesi fucilati
- Cappellato Giovanni, 35 (res. Codevigo) Brigata Nera
- Casadio in SOLAROLI Maria (ravennate) Ausiliaria GNR
- Casadio Oberdan di Raimondo, 23 (nato a Faenza) GNR Bussolengo
- Casadio Raimondo, 46 (nato a Faenza) maresciallo GNR Bussolengo
- Casadio Walter di Nino, 32 (nato e res. a Ravenna) GNR Candiana
- Cavassi Pietro di Mezzano, 35 (res. Bagnocavallo) GNR Bussolengo
- Cavina Domenica ch. Pierina, 31 (res. S.Stefano di Ravenna) Ausiliaria GNR (sorella di Guerrina, anch'essa ausiliaria GNR, sopravvissuta)
- Cavini Otello di Salvatore, 18 (nato a Riolo Terme) GNR
- Cavini Salvatore, 43 (nato a Casola Valsenio) GNR
- Civenni Ugo di Secondo, 36 (nato e res. Ravenna) GNR
- Conti Sante, 21 (res. Terni)[15], Sottotenente GNR Candiana
- Contri Silvio, 32 (res. Codevigo) Brigata Nera
- Corbelli Mario (Fratello di Guido) Brigadiere GNR Candiana già aderente Fascio di Combattimento
- Costa? già aderente al Fascio?
- Cottignoli Luigi Carlo di Enrico, 36 (nato a Parma e res. Ravenna, 1909) GNR Candiana
- Crivellaro Ernesto, 32 (nato a Correzzola res. Pontelongo)
- D'Anzi (o DANZI?) Giorgio di Michele, 19 (nato e res. a Ravenna, 1926) GNR Candiana
- D'Anzi Od(d) one di Michele, 22 (nato e res. a Ravenna, 1923) GNR Candiana
- Del GRECO Umberto, 43 (res. Firenze) ufficiale d'amministrazione GNR
- Diletti Giuseppe (res. S.Leo-Pesaro) tenente GNR Pescantina, addetto all'autoparco
- Doardo Corinna, 39 (nata a Piove di Sacco) figlia del Podestà maestra del paese sospetta spia ai danni di prigionieri inglesi fucilati
- Fabbri Terzo di Agostino, 40 (1905; res. a Ravenna) GNR Candiana
- Farne' Enrico, 32 (res. Bologna) GNR Bussolengo
- Fenati Domenico di Policarpo, 44 (nato a S.Alberto e res. Ravenna, 1901) GNR Candiana
- Ferranti Mario, 32 (res. Bussolengo) GNR Bussolengo
- Fiumana Ernesta, 19 (res. a Ravenna) Ausiliaria GNR
- Focaccia Leonida di Mauro, 42 (res. Ravenna) già aderente Fascio di Combattimento, GNR
- Focaccia Vincenzo di Paolo, 42 (res. Ravenna) GNR Candiana
- Fontana Farinacci, 18 (res. Codevigo, figlio di Silvio Fontana, vicecomandante Brigata Nera) sottotenente GNR Vicenza
- Forti Massimo, 47 (res. Carpi) Capitano GNR Bussolengo
- Francia Gino di Guglielmo, 21 (nato a Genova) capitano GNR
- Gavelli Vincenzo, 35 (res. Faenza) GNR Pescantina
- Giunchi Elviro di Francesco, 47 (res. Ravenna) GNR Romagna
- Golfarelli Guerino di Antonio, 27 (n. Ravenna res. a Villa d'Albero) GNR Padova
- Graziani Giovanni morto a Pescantina

- Greco Giuseppe, 54 (n. Porto Corsini res. Ravenna), vicebrigadiere (o impiegato civile "addetto ai profughi"?) a Pescantina
- Greco Rinaldo congiunto di Giuseppe, 50 (n. Marina di Ravenna res. Ravenna), Sergente GNR Candiana
- Guidetti Eugenio, 57 (nato e res. Porto Corsini) GNR
- Lami Giuseppe di Carlo, GNR Candiana
- Lanzoni Federico di Sebastiano, 53 (res. a Ravenna) GNR Candiana
- Lombardi Samuele, 22 (res. Cireggio d'Omega-Novara) GNR
- Lorenzoni Giulio (di Pratolongo)
- Lunardi Giacomo, 32 (res. Piove di Sacco) Brigata Nera - rastrellato nella zona di Codevigo
- Maneo Angelo, 27 (res. Piove di Sacco) Brigata Nera
- Manfrin Primo, 30 (res. Codevigo) Brigata Nera - Presidio in Codevigo
- Manoli Gerardo, 55 (res. Codevigo) GNR - Presidio in Codevigo
- Marchetti Giuseppe di Luigi, 42 (nato a Riolo Terme) militare GNR
- Marescotti Agostino, 42 (res. Alfonsine di Ravenna) GNR
- Maroncelli Marino, 46 (res. a Ravenna) GNR Candiana
- Martini Antonio [morto nel 1944]
- Masetti Loris Pasqualino, 29 (res. a Mesola-Ferrara) tenente GNR Candiana
- Mazzetti Agostino, 42 (res. a Ravenna) ufficiale GNR Candiana, già aderente Fascio di Combattimento.
- Merendi Francesco di Cesare, 45 (res. a Ravenna, civile) GNR
- Merendi Giovanni [morto nel 1944]
- Milandri Sergio, 28 (res. a Ravenna) GNR
- Minorello Gino di Antonio, 23 (res. a Codevigo) Brigata Nera - Presidio in Codevigo
- Montanari Piera (n. a S.Alberto di Ravenna) Ausiliaria GNR
- Orsini Nello, 43 (res. a Ravenna). Maresciallo GNR Pescantina, già aderente Fascio di Combattimento.
- Parlanti Antonio di Pietro, 38 (nato a Ravenna) GNR Bussolengo
- Pasi Cesare di Alfonso, 42 (n. Medicina res. a Castel maggiore) GNR Verona
- Pasi Francesco di Paolo, 45 (n. a Ozzano Emilia res. a Ravenna) maresciallo GNR, già aderente Fascio di Combattimento
- Picello Giuseppe di Pietro, 37 (nato a Pontelongo) civile
- Polato Torcisio (o Tarcisio), 31 (res. Piove di Sacco) agricoltore
- Pozzi Amleto fu Giulio, 35 (res. a Ravenna, impiegato) GNR Candiana
- Pretolani Antonio [morto a Monselice]
- Ranzato Giuseppe, 36 (n. Urbania e res. Pontelongo o Urbania) civile
- Ricciputi (o Riceputi?) Angelo? GNR Bussolengo
- Righi Crescentino, 36 (res. Urbania-PS) GNR Pescantina
- Rossi Augusto di Giuseppe, 45 (res. Ravenna, facchino) GNR Candiana, già aderente Fascio di Combattimento
- Ricci Antonio, 35 (res. a Ravenna) GNR
- Saviotti Amedeo, 31 (res. a Ravenna) GNR
- Scarabello Anacleto [morto nel 1944]
- Scarabello Ernesto, civile
- Spazzoli Ferdinando [morto a Monselice]
- Tampellini Alfredo, 52 (res. a Ravenna, bracciante) GNR Bussolengo, già aderente Fascio di Combattimento
- Tartaull Danilo [morto a Ro Ferrarese]
- Tedaldi Primo, 32, GNR
- Tedioli Saturno, 42 (res. a Brisighella *RA) già aderente Fascio di Combattimento, GNR - presidio di Bussolengo.
- Toni Attilio, 42 (res. a Ravenna, fratello di Emilio) GNR Bussolengo
- Toni Emilio, 53 (res. a Ravenna) GNR Bussolengo
- Tura Giuseppe di Giacomo, 45 (nato Faenza) GNR Romagna
- Turci Celso Gaspare Pio di Giuseppe, 36 (nato a Ravenna) militare GNR
- Valenti Aldo di Paolo, 23 (nato e res. a Ravenna) GNR
- Valenti Sesto di Paolo, 21 (nato e res. a Ravenna) GNR
- Valzania, GNR
- Vestri Valeriano, 31(res. a Ravenna) GNR Ferrara
- Villa Alfredo, 30 (res. a Ravenna) GNR Candiana
- Villa Nazario (Sauro), 20 (res. a Ravenna) GNR Romagna
- Villa Vincenzo, 22 (res. a Ravenna) GNR Candiana
- Virgili Carlo Emilio di Cosimo e fratello di Giulio, 30 (res. a Ravenna) Capitano GNR Pescantina (ex-funzionario della Prov. di Ravenna) già aderente Fascio di Combattimento
- Zampighi Luigi di Attilio, 46 (nato a Filetto, res. a Ravenna) GNR Candiana
- Zara Claudio, 27 (res. a Ravenna) GNR Candiana

Gianfranco Stella nel suo libro sulla strage 1945. Ravennati contro e Antonio Serena nel suo I giorni di Caino narrano di episodi raccapriccianti quali quelli relativi all'uccisione di Ludovico “Mario” Bubola e di Corinna Doardo entrambi attribuiti a militi del "Cremona" dai Reali Carabinieri dell'epoca.

## La ricerca dei corpi e la costruzione dell'Ossario
Negli anni sessanta alcuni parenti delle vittime disperse iniziarono la ricerca dei corpi, in genere abbandonati e sepolti in fosse comuni, nei cimiteri o nei campi.

Furono trovati 114 corpi, ma non fu possibile l'identificazione per tutti: 77 salme furono recuperate nel cimitero di Codevigo, 17 nel cimitero di Santa Margherita, 12 nel cimitero di Brenta d'Abbà. Molti scomparsi non furono ritrovati.

Il 27 maggio 1962 fu inaugurato un Ossario costruito nel cimitero di Codevigo, a cura della Associazione nazionale famiglie caduti e dispersi della R.S.I., in cui sono sepolti i resti di 114 corpi, tra cui 16 ignoti.

## Filmografia
- Il segreto di Italia per la regia di Antonello Belluco, 2014.[18]Il regista spiega in un'intervista a Tempi.it che il progetto del film fu boicottato ed egli dovette provvedere di persona al finanziamento, in quanto l'editore, prima entusiasta, si tirò improvvisamente indietro. Asserisce inoltre che vi furono pressioni da parte del figlio Carlo del capo partigiano Arrigo Boldrini ("Bulow") a nome della sua famiglia e dell'A.N.P.I., in quanto pretendevano di visionare ed approvare preventivamente la sceneggiatura al fine di una ricostruzione veritiera della vicenda. Tutto questo nonostante la trama si basi su una storia d'amore con lo sfondo dei drammatici eventi e che il nome del capo partigiano suddetto sia stato modificato nella pellicola. Racconta Belluco in Controstoria futura: «Dennis Dellai, regista vicentino di Così eravamo e Terre rosse, lungometraggi sulla resistenza, aveva promesso di mettermi a disposizione armi, automezzi e divise della Seconda guerra mondiale. Eravamo già d’accordo, ma all'improvviso ha cambiato idea. Quando la nostra produttrice, Maria Raffaella Lucietto, ha chiesto spiegazioni, Davide Viero, l’aiuto regista di Dellai ed esperto di materiale bellico, ha balbettato qualcosa come “tengo famiglia”: non voleva mettersi contro l’Anpi e i partigiani. Da quel momento i quattro o cinque collezionisti del Veneto ci hanno chiuso le porte in faccia: “A Belluco non si deve dare niente, è il passaparola”».
Alla fine il film fu ugualmente prodotto (con la partecipazione di Romina Power) ma il boicottaggio continuò anche nella distribuzione. Nessuna denuncia o procedimento penale seguirono la pubblicazione.